# Gojoseon
Gojoseon (고조선) är ett gammalt koreanskt kungarike som bildades år 2333 f.Kr. och som föll år 108 f.Kr. Statens grundare och kung var Dangun Wanggeom (단군왕검).
Den 3 oktober varje år firas statens grundade med en nationell helgdag, Gaecheonjeol (개천절).